# Liste der Nummer-eins-Hits in Japan (2010)
Die Liste der japanischen Nummer-eins-Hits enthält die Daten vom 1. Januar 2010 bis zum 31. Dezember 2010. Die letzte Woche im Jahr fällt mit der ersten Woche des neuen Jahres zusammen. Angegeben sind die Verkaufszahlen der jeweiligen Nummer 1 in ihrer Woche. Alle Angaben basieren auf den offiziellen japanischen Charts von Oricon.
| Singles | Alben |
| --- | --- |
| - Masaharu Fukuyama – Hatsukoi – 151.030 - 1 Woche (28. Dezember 2009 – 3. Januar 2010) - Kanjani8 – Gift: White – 116.814 - 2 Wochen (4. Januar – 18. Januar) - Ayumi Hamasaki – You Were... / Ballad – 103.351 - 1 Woche (17. Januar – 24. Januar) - Nana Mizuki – Phantom Minds – 53.970 - 1 Woche (25. Januar – 31. Januar) - Yui – Gloria – 80.750 - 1 Woche (1. Februar – 7. Februar) - TVXQ – Break Out! – 255.917 - 1 Woche (8. Februar – 14. Februar) - aiko – Modorenai Ashita – 58.435 - 1 Woche (15. Februar – 21. Februar) - KAT-TUN – Love Yourself (Kimi ga Kirai na Kimi ga Suki) – 354.231 - 1 Woche (22. Februar – 28. Februar) - AKB48 – Sakura no Shiori – 317.828 - 1 Woche (1. März – 7. März) - Hey! Say! JUMP – Hitomi no Screen – 201.897 - 1 Woche (8. März – 14. März) - Arashi – Troublemaker – 542.334 - 1 Woche (15. März – 21. März) - Yusuke – Lion – 92.085 - 1 Woche (22. März – 28. März) - Watarirouka Hashiritai – AkKanbe Bashi – 27.441 - 1 Woche (29. März – 4. April) - TVXQ – Toki o Tomete – 195.250 - 1 Woche (5. April – 12. April) - NEWS – Sakura Girl – 195.204 - 1 Woche (13. April – 18. April) - NYC – Yūki 100% – 92.330 - 1 Woche (19. April – 25. April) - Bump of Chicken – Happy – 96.527 - 1 Woche (26. April – 2. Mai) - Bump of Chicken – Mahō no Ryōri (Kimi Kara Kimi e) – 104.492 - 1 Woche (3. Mai – 9. Mai) - Hōkago Tea Time – Go! Go! Maniac – 83.400 - 1 Woche (10. Mai – 16. Mai) - AAA – Aitai Riyū/Dream After Dream (Yume kara Sameta Yume) – 45.710 - 1 Woche (17. Mai – 23. Mai) - KAT-TUN – Going! – 230.452 - 1 Woche (24. Mai – 30. Mai) - Arashi – Monster – 543.269 - 1 Woche (31. Mai – 6. Juni) - AKB48 – Ponytail to Chouchou – 513.453 - 1 Woche (7. Juni – 13. Juni) - Yui – To Mother – 71.804 - 1 Woche (14. Juni – 20. Juni) - Kaela Kimura – Ring a Ding Dong – 46.197 - 1 Woche (21. Juni – 27. Juni) - Tokio – Haruka – 48.688 - 1 Woche (28. Juni – 4. Juli) - Kōshi Inaba – Okay – 100.385 - 1 Woche (5. Juli – 11. Juli) - Kanjani8 – Wonderful World!! – 245.064 - 1 Woche (12. Juli – 18. Juli) - Arashi – To Be Free – 425.978 - 1 Woche (19. Juli – 25. Juli) - Ayumi Hamasaki – Moon/Blossom – 70.568 - 1 Woche (26. Juli – 1. August) - Team Dragon From AKB48 – Kokoro no Hane – 80.128 - 1 Woche (2. August – 8. August) - Yamashita Tomohisa – One in a Million – 161.194 - 1 Woche (9. August – 15. August) - SMAP – This Is Love – 275.837 - 1 Woche (16. August – 22. August) - Masaharu Fukuyama – Hotaru/Shōnen – 158.002 - 1 Woche (23. August – 29. August) - AKB48 – Heavy Rotation – 527.336 - 1 Woche (30. August – 5. September) - Kanjani Eight – Life (Me no Mae no Muko e) – 256.245 - 1 Woche (6. September – 12. September) - V6 – Only Dreaming/Catch – 56.622 - 1 Woche (13. September – 19. September) - Arashi – Love Rainbow – 528.844 - 1 Woche (20. September – 26. September) - Exile – Motto Tsuyoku – 152.056 - 1 Woche (27. September – 3. Oktober) - Ayumi Hamasaki – Crossroad – 73.961 - 1 Woche (4. Oktober – 10. Oktober) - Ayumi Hamasaki – L – 70.715 - 1 Woche (11. Oktober – 17. Oktober) - Arashi – Dear Snow – 500.730 - 1 Woche (18. Oktober – 24. Oktober) - Bump of Chicken – Uchūhikōshi e no Tegami/Motorcycle – 92.910 - 1 Woche (25. Oktober – 31. Oktober) - NYC – Yoku Asobi Yoku Manabe – 92.592 - 1 Woche (1. November – 8. November) - AKB48 – Beginner – 826.989 - 1 Woche (9. November – 15. November) - NEWS – Fighting Man – 150.261 - 1 Woche (16. November – 21. November) - Arashi – Hatenai Sora – 572.050 - 1 Woche (22. November – 28. November) - KAT-TUN – Change Ur World – 230.829 - 1 Woche (29. November – 5. Dezember) - Tackey & Tsubasa – Ai wa Takaramono – 69.167 - 1 Woche (6. Dezember – 12. Dezember) - KinKi Kids – Family (Hitotsu ni Naru Koto) – 165.406 - 1 Woche (13. Dezember – 19. Dezember) - AKB48 – Chance no Junban – 596,769 - 1 Woche (20. Dezember – 26. Dezember) - Hey! Say! JUMP – Arigatō" (Sekai no Doko ni Ite mo) – 150.504 - 1 Woche (27. Dezember 2010 – 2. Januar 2011) | - Namie Amuro – Past Future – 330.742 - 1 Woche (28. Dezember 2009 – 3. Januar 2010) - Ikimono Gakari – Hajimari no Uta – 200.286 / 161.168 - 3 Wochen (4. Januar – 24. Januar) - Lands – Olympos – 103.145 - 1 Woche (25. Januar – 31. Januar) - Girl Next Door – Next Future – 56.436 - 1 Woche (1. Februar – 7. Februar) - HY – Whistle – 82.165 - 1 Woche (8. Februar – 14. Februar) - Kumi Kōda – Best: Third Universe & 8th Al “Universe” – 221.887 - 1 Woche (15. Februar – 21. Februar) - Funky Monkey Babys – Funky Monkey Babys Best – 255.376 - 1 Woche (22. Februar – 28. Februar) - TVXQ – Best Selection 2010 – 412.861 - 1 Woche (1. März – 7. März) - Tokyo Jihen – Sports – 106.831 - 1 Woche (8. März – 14. März) - Shota Shimizu – Journey – 57.155 - 1 Woche (15. März – 21. März) - YUKI – Ureshikutte Dakiau Yo – 102.679 - 1 Woche (22. März – 28. März) - Various Artists – One Piece Memorial Best – 82.052 - 1 Woche (29. März – 4. April) - Porno Graffitti – Trigger – 83.276 - 1 Woche (5. April – 12. April) - aiko – Baby – 135.541 - 1 Woche (13. April – 18. April) - AKB48 – Kamikyoku Tachi – 294.627 - 1 Woche (19. April – 25. April) - Ayumi Hamasaki – Rock 'n' Roll Circus – 205.058 - 1 Woche (26. April – 2. Mai) - Hideaki Tokunaga – Vocalist 4 – 120.333 / 76.020 / 62.286 / 36.725 - 4 Wochen (3. Mai – 30. Mai) - Omnibus – Exit Tunes Presents Vocalogenesis feat. Hatsune Miku – 23.153 - 1 Woche (31. Mai – 6. Juni) - Quruli – Boku no Sundeita Machi – 20.085 - 1 Woche (7. Juni – 13. Juni) - Beni – Lovebox – 22.528 - 1 Woche (14. Juni – 20. Juni) - Exile – Fantasy – 302.716 - 1 Woche (21. Juni – 27. Juni) - KAT-TUN – No More Pain – 154.096 - 1 Woche (28. Juni – 4. Juli) - Kana Nishino – To Love – 290.048 / 112.724 - 2 Wochen (5. Juli – 18. Juli) - Hey! Say! JUMP – Jump No. 1 – 156.118 - 1 Woche (19. Juli – 25. Juli) - Yui – Holidays in the Sun – 184.952 - 1 Woche (26. Juli – 1. August) - SMAP – We Are SMAP! – 180.373 - 1 Woche (2. August – 8. August) - Miliyah Kato – Heaven – 150.804 - 1 Woche (9. August – 15. August) - Arashi – Boku no Miteiru Fūkei – 730.851 / 125.187 - 2 Wochen (16. August – 29. August) - Kōshi Inaba – Hadou – 127.346 - 1 Woche (30. August – 5. September) - Kobukuro – All Covers Best – 290.514 - 1 Woche (6. September – 12. September) - Superfly – Wildflower & Cover Songs: Complete Best 'Track 3' – 146.114 - 1 Woche (13. September – 19. September) - Junsu / Jejung / Yuchun – The... – 139.708 - 1 Woche (20. September – 26. September) - NEWS – Live – 156.391 - 1 Woche (27. September – 3. Oktober) - Ling Tosite Sigure – Still a Sigure Virgin? – 26.010 - 1 Woche (4. Oktober – 10. Oktober) - Juju – Request – 128.965 / 110.056 - 2 Wochen (11. Oktober – 24. Oktober) - Glay – Glay – 94.212 - 1 Woche (25. Oktober – 31. Oktober) - Kanjani Eight – 8 Uppers – 231.001 - 1 Woche (1. November – 8. November) - Hōkago Tea Time – Hōkago Tea Time II – 127.367 - 1 Woche (9. November – 14. November) - Ikimono-gakari – Ikimonobakari: Members Best Selection – 457.421 / 206.952 - 2 Wochen (15. November – 28. November) - Masaharu Fukuyama – The Best Bang!! – 380.654 - 1 Woche (29. November – 5. Dezember) - Hikaru Utada – Utada Hikaru Single Collection Vol. 2 – 230.979 - 1 Woche (6. Dezember – 12. Dezember) - Mr. Children – Sense – 501.992 / 95.220 - 2 Wochen (13. Dezember – 26. Dezember) - Bump of Chicken – Cosmonaut – 207.160 - 1 Woche (27. Dezember 2010 – 2. Januar 2011) |

## Jahreshitparaden
Vom 28. Dezember 2009 bis zum 20. Dezember 2010. Die offiziellen japanischen Jahrescharts 2009 von Oricon umfassen 52 Wochen. Angegeben sind die erreichten Verkaufszahlen der Produkte in diesem Zeitraum.
| Singles | Alben |
| --- | --- |
| 1. AKB48 – Beginner – 954.283 2. AKB48 – Heavy Rotation – 713.275 3. Arashi – Troublemaker – 698.542 4. Arashi – Monster – 696.022 5. AKB48 – Ponytail to Chouchou – 659.959 6. Arashi – Hatenai Sora – 656.343 7. Arashi – Love Rainbow – 620.057 8. AKB48 – Chance no Junban – 596.769 9. Arashi – Dear Snow – 591.207 10. Arashi – To Be Free – 516.142 11. KAT-TUN – Love Yourself (Kimi ga Kirai na Kimi ga Suki) – 439.736 12. AKB48 – Sakura no Shiori – 390.957 13. SMAP – This Is Love – 350.322 14. Fuyumi Sakamoto – Mata Kimi ni Koi Shiteru/Asia no Kaizoku – 311.215 15. Kanjani8 – Life (Me no Mae no Muko e) – 305.478 16. TVXQ – Break Out! – 289.412 17. KAT-TUN – Going! – 282.901 18. Kanjani8 – Wonderful World!! – 275.891 19. Masaharu Fukuyama – Hatsukoi – 269.765 20. KAT-TUN – Change Ur World – 254.150 | 1. Arashi – Boku no Miteiru Fūkei – 1.053.064 2. Ikimono Gakari – Ikimonobakari: Members Best Selection – 906.756 3. Kana Nishino – To Love – 645.417 4. Funky Monkey Babys – Funky Monkey Babys Best – 613.603 5. Mr. Children – Sense – 597.212 6. Namie Amuro – Past Future – 574.525 7. TVXQ – Best Selection 2010 – 569.530 8. Ikimono Gakari – Hajimari no Uta – 560.931 9. Masaharu Fukuyama – The Best Bang!! – 544.260 10. Kaela Kimura – 5years – 469.028 11. Exile – Fantasy – 466.701 12. AKB48 – Kamikyoku Tachi – 441.328 13. Juju – Request – 423.230 14. Lady Gaga – The Fame Monster – 406.502 15. Hideaki Tokunaga – Vocalist 4 – 398.302 16. Exile – Aisubeki Mirai e – 394.191 17. Kobukuro – All Covers Best – 386.706 18. Kumi Kōda – Best: Third Universe & 8th Al “Universe” – 371.590 19. Arashi – All the Best! 1999-2009 – 342.743 20. Hikaru Utada – Utada Hikaru Single Collection Vol. 2 – 334.348 |